# Ла Виоленсия
Ла Виоле́нсия (исп. La Violencia, «насилие») — вооружённый конфликт в Колумбии, происходивший с 1948 по 1958 год, катализатором которого стало противостояние Либеральной и Консервативной партий Колумбии.
Некоторые историки расходятся во мнениях относительно дат начала конфликта: некоторые из них утверждают, что война началась в 1946 году, когда консерваторы вернулись в правительство, и на региональном уровне руководство полиции и городских советов перешло в руки консерваторов, поддерживаемых крестьянами. Но традиционно большинство историков считают, что война началась со смерти Хорхе Гайтана.

## Ход событий
9 апреля 1948 года был убит представитель Либеральной партии Хорхе Гайтан, популярный среди беднейших слоёв населения своими идеями по преобразованию общества. Убийство вызвало вооружённое восстание в Боготе, унесшее жизни более 2000 человек. Вслед за этим вспышки насилия последовали и в других регионах Колумбии.
Некоторые сторонники Либеральной и Коммунистической партий Колумбии организовали партизанские отряды, которые воевали в деревенских районах как с правительством, так и между собой.
В стране происходил абсолютный беспредел, отдельные стычки переросли во всеобщую бойню. В результате миллионы жителей страны были вынуждены оставить свои дома.
В условиях гражданской войны в ноябре 1949 года президентом Колумбии был избран консерватор Лауреано Элеутерио Гомес Кастро. Он распустил конгресс, ввёл цензуру и начал подвергать преследованиям протестующих.
В этот период в стране произошло два военных переворота. В июне 1953 года к власти пришёл генерал Рохас Пинилья, который обещал прекращение гражданской войны. В мае 1957 года он созвал Учредительный конгресс, наделивший его полномочиями президента на новый срок. Это вызвало череду волнений по всей стране, что привело к очередному военному перевороту, произошедшему 10 мая 1957 года.
Опасаясь утраты контроля над политической ситуацией в стране, лидеры Консервативной и Либеральной партий создали Национальный фронт, который предложил соглашение о паритете сроком на 12 лет. Оно было одобрено на плебисците 21 декабря 1957 года.
Гражданская война в общем счёте унесла более 200 тысяч жизней.